# Strond
Strond is een dorp dat behoort tot de gemeente Klaksvíkar kommuna in het westen van het eiland Borðoy op de Faeröer. Strond ligt ten noorden van de stad Klaksvík. Het dorp is vooral bekend door zijn elektriciteitscentrale.